# Adelzhausen
Adelzhausen är en kommun och ort i Landkreis Aichach-Friedberg i Regierungsbezirk Schwaben i förbundslandet Bayern i Tyskland.
Kommunen ingår i kommunalförbundet Dasing tillsammans med kommunerna Dasing, Eurasburg, Obergriesbach och Sielenbach.